# دافي جونستون
دافي جونستون (بالإنجليزية: Davie Johnston)‏ (28 نوفمبر 1942 في المملكة المتحدة - 2004) هو لاعب كرة قدم بريطاني في مركز الهجوم. لعب مع نادي أبردين وهارت أوف ميدلوثيان وCaledonian F.C. ‏ وNairn County F.C. ‏.

## وصلات خارجية
- دافي جونستون على موقع عالم كرة القدم.نت (الإنجليزية)